# Barrocal
Barrocal este o arie protejată (sit de importanță comunitară — SCI) din Portugalia întinsă pe o suprafață de 20.840,8 ha, integral pe uscat.

## Localizare
Centrul sitului Barrocal este situat la coordonatele 37°13′08″N 8°06′24″W / 37.2189°N 8.1068°V.

## Înființare
Situl Barrocal a fost declarat sit de importanță comunitară în octombrie 1998 pentru a proteja 6 specii de plante și 13 specii de animale.

## Biodiversitate
Situată în ecoregiunea mediteraneană, aria protejată conține 25 de habitate naturale: Ape puternic oligomezotrofe cu vegetație bentonică cu Chara spp., Lacuri eutrofice naturale cu vegetație de tip Magnopotamion sau Hydrocharition, Iazuri temporare mediteraneene, Cursuri de apă de la nivel de câmpie la nivel montan, cu vegetație Ranunculion fluitantis și Callitricho-Batrachion, Râuri mediteraneene cu debit intermitent, cu specii de Paspalo-Agrostidion, Pajiști uscate europene, Matorral arborescenți cu Juniperus spp., Tufărișuri termo-mediteraneene și de pre-deșert, Pajiști carstice calcaroase sau bazofile, de Alysso-Sedion albi, Pajiști uscate seminaturale și facies de acoperire cu tufișuri pe substraturi calcaroase (Festuco-Brometalia) (* situri importante pentru orhidee), Pseudostepă cu ierburi și specii anuale de Thero-Brachypodietea, Dehesas cu Quercus spp. perene, Pajiști umede mediteraneene cu ierburi înalte de Molinio-Holoschoenion, Liziere de ierburi înalte hidrofile de câmpie și de nivel montan până la alpin, Grohotișuri termofile și vest-mediteraneene, Pante stâncoase calcaroase cu vegetație casmofită, Pante stâncoase silicioase cu vegetație casmofită, Peșteri inaccesibile publicului, Păduri termofile cu Fraxinus angustifolia, Păduri iberice de Quercus faginea și Quercus canariensis, Galerii de Salix alba și de Populus alba, Galerii și tufărișuri riverane sudice (Nerio-Tamaricetea și Securinegion tinctoriae), Păduri de Olea și Ceratonia, Păduri de Quercus ilex și Quercus rotundifolia, Păduri endemice cu Juniperus spp..
La baza desemnării sitului se află mai multe specii protejate:
- plante (6): Narcissus calcicola, Petalophyllum ralfsii, Plantago algarbiensis, Salix salvifolia subsp. australis, Thymus lotocephalus, Tuberaria major
- mamifere (7): vidră de râu (Lutra lutra), liliac cu aripi lungi (Miniopterus schreibersii), liliac cu urechi de șoarece (Myotis blythii), liliac comun (Myotis myotis), liliacul mare cu potcoavă (Rhinolophus ferrumequinum), liliacul mic cu potcoavă (Rhinolophus hipposideros), liliacul cu potcoavă a lui méhely (Rhinolophus mehelyi)
- nevertebrate (2): fluturele auriu (Euphydryas aurinia), Oxygastra curtisii
- pești (3): Cobitis paludica, Rutilus alburnoides, Rutilus lemmingii
- reptile (1): Mauremys leprosa

Pe lângă speciile protejate, pe teritoriul sitului au mai fost identificate 48 de specii de plante, 3 specii de mamifere, 1 specie de nevertebrate, 3 specii de pești, 5 specii de reptile.